# سكان إثيوبيا
التركيبة السكانية لإثيوبيا تشمل الميزات الديمغرافية لسكان إثيوبيا، بما في ذلك العرق، واللغات، والكثافة السكانية، ومستوى التعليم، والصحة، والوضع الاقتصادي، والانتماءات الدينية والجوانب الأخرى من السكان.

## المجموعات العرقية
سكان البلاد متنوعون للغاية، حيث تضم أكثر من 80 مجموعة عرقية مختلفة. يتحدث معظم الناس في إثيوبيا لغات الأفرو آسيوية، وذلك أساسا من فروع سامية أو الكوشية. وتشمل هذه الأخيرة في أورومو، أمهرة، تيغري والصومالية، والتي تشكل معا ثلاثة أرباع السكان.
كما تسكن يتحدث النيلية الصحراوية-الأقليات العرقية النيلية والمناطق الجنوبية من البلاد، وخاصة في المناطق المتاخمة لجنوب السودان. من بين هذه هي مرسي وأنواك.

## اللغات
هناك 90 لغة الفرد من إثيوبيا وفقا لغات العالم، مع تعداد الإثيوبية 1994 تشير إلى أن نحو 77 بألسنة كانت تحدث محليا. معظم هذه اللغات تنتمي إلى العائلة الأفرو آسيوية (سامية والكوشية). ويتحدث اللغات Omotic أيضا، على الرغم من تصنيفها غير مؤكد. بالإضافة إلى ذلك، ويتحدث اللغات النيلية الصحراوية الأقليات العرقية النيلية في البلاد.
25.7٪ الأمهرية (كلغة أولى)، عفار أورومو 31.6٪، 6.1٪ التغرينية، الصومال 6.0٪، 3.5٪ Guragigna، سيدامو 3.5٪، واللغات المحلية الأخرى؛ العربية، الإنجليزية (اللغة الأجنبية الرئيسية التي تدرس في المدارس)،
الأمهرية هو إلا لغة وطنية ورسمية على الرغم عفار أورومو يتمتع عدد متساو تقريبا من الناطقين بها. وكانت أيضا لغة التعليم في المدارس الابتدائية، ولكن تم استبداله في كثير من المناطق التي لغات محلية مثل عفان أورومو والتغرينية. اللغة الإنجليزية هي اللغة الأجنبية الأكثر انتشارا ويتم تدريسها في جميع المدارس الثانوية.

## الأديان
إثيوبيا هي بلد متعدد الأديان. معظم الملحدين يعيشون في المرتفعات، في حين تسكن المسلمين أساسا الأراضي المنخفضة. وتتركز أتباع الديانات التقليدية في المقام الأول في المناطق الجنوبية.
الأرثوذكسية الإثيوبية 43.5٪، 18.6٪ بروتستانت (والتي تشمل كنيسة الإثيوبية الأرثوذكسية Tewahedo والإثيوبية الكنيسة الإنجيلية ميكان Yesus)، مسلم 33.9٪، التقليدية (2.6٪) الكاثوليك 0.7٪، 0.6٪ عن غيرهم. وهناك جالية يهودية صغيرة الإثيوبية يقيم أيضا في الأجزاء الشمالية من البلاد على الرغم من هاجروا كلهم تقريبا إلى إسرائيل. [بحاجة لمصدر]